# أوكاياما (أوكاياما)

شعار مدينة أوكاياما

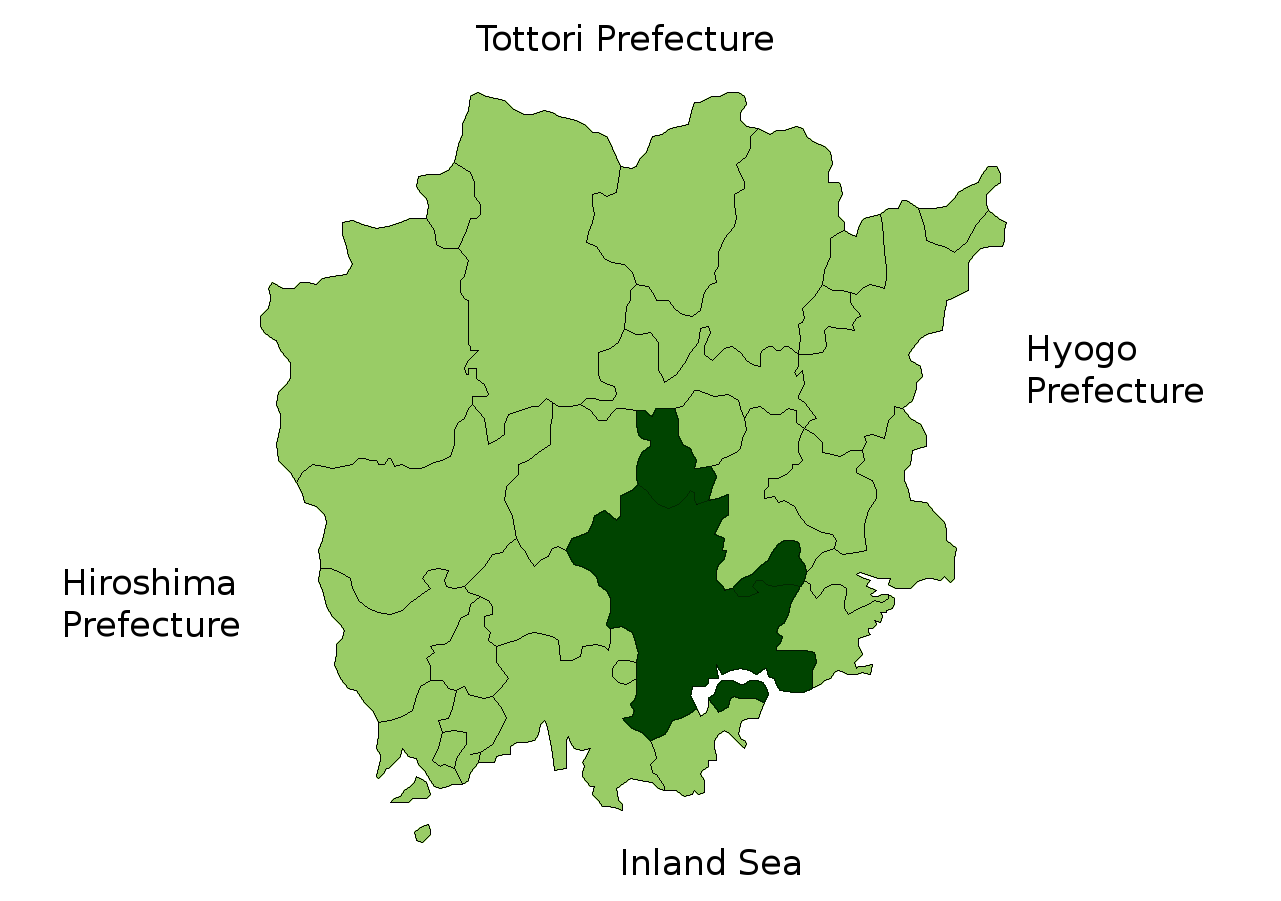
خريطة مدينة أوكاياما ضمن محافظة أوكاياما

أوكاياما (باليابانية 岡山市) هي المدينة الرئيسية لمحافظة أوكاياما، في منطقة تشوغوكو، اليابان.

## معلومات أساسية
تبلغ مساحتها 789.88 كم مربع، وتعداد سكانها 698,946 نسمة في عام 2007، والكثافة السكانية 884.87 نسمة في الكم مربع.

## المدن التوائم
تربط مدينة أوكاياما علاقة توأمة مدن مع المدن التالية:
- سان هوزيه، كاليفورنيا، الولايات المتحدة
- سان هوزيه، كوستاريكا
- بلوفديف، بلغاريا
- لويانغ، الصين
- سين شو، تايوان

## أعلام
- كيسوكي سيكيجوتشي
- كينتو كاتو
- هيروشي كاتو
- كينجيرو يزو
- شين كويامادا
- نوريياسو نماتا